# Gonomyia vindex
Gonomyia vindex är en tvåvingeart som beskrevs av Alexander 1941. Gonomyia vindex ingår i släktet Gonomyia och familjen småharkrankar.
Artens utbredningsområde är Venezuela. Inga underarter finns listade i Catalogue of Life.